# Carlos Castaneda
Pour les articles homonymes, voir Carlos Castañeda (football) et Castaneda (homonymie).
Carlos Castaneda, né le 25 décembre 1925 à Cajamarca, Pérou et mort le 27 avril 1998 à Los Angeles (Californie), est un écrivain américain, docteur en anthropologie. Il est connu pour ses ouvrages relatant l'enseignement chamanique qu'il dit avoir reçu d'un « homme de connaissance » yaqui dénommé don Juan Matus.
Ses ouvrages publiés dans les années 1960, alors que les États-Unis s'enlisaient dans la Guerre du Viêt Nam et dans une période de contre-culture naissante, ont tous été des best-sellers. Ils ont été vendus à 28 millions d'exemplaires et traduits en 17 langues. Ils ont reçu les louanges des critiques avant que certains ne suggèrent qu'ils soient des ouvrages de fiction. Si la controverse est toujours vive, ses défenseurs pensent cependant que ses livres traitent bien de faits réels ou du moins qu'ils ont une valeur philosophique et qu'ils décrivent des pratiques permettant un accroissement de la conscience.
Carlos Castaneda se retire en 1973, dans une grande maison de Westwood en Californie avec trois de ses collègues : ses « compagnons sur le chemin de la conscience ». Il fonde l'organisation Cleargreen Inc. afin de promouvoir la Tensegrity décrite comme la version modernisée de certains mouvements appelés « passes magiques » développées par des shamans indiens qui vivaient au Mexique avant la conquête espagnole et qui permettaient d'accroître leur pouvoir de perception.

## Biographie

### Origines
La vie de Castaneda est mal connue, car celui-ci, disant obéir à la pensée de don Juan, l'a entourée d'une aura de mystère. Il dit parfois être né à São Paulo ou Mairiporã, au Brésil en 1931 et d'autres fois en 1935. Un enregistrement brésilien montre qu'il maîtrise parfaitement la langue portugaise. Castaneda s'installe aux États-Unis au début des années 1950 et en devient citoyen en 1957, il orthographie désormais son nom sans tilde et Castañeda devient Castaneda ; les documents enregistrés au bureau de l'immigration indiquent qu'il est né à Cajamarca, au Pérou. Castaneda a affirmé que son père, César Arana Burungaray, était professeur de littérature alors qu'il était joaillier, Castaneda explique qu'il a été adopté par ce dernier.

### Études et publications

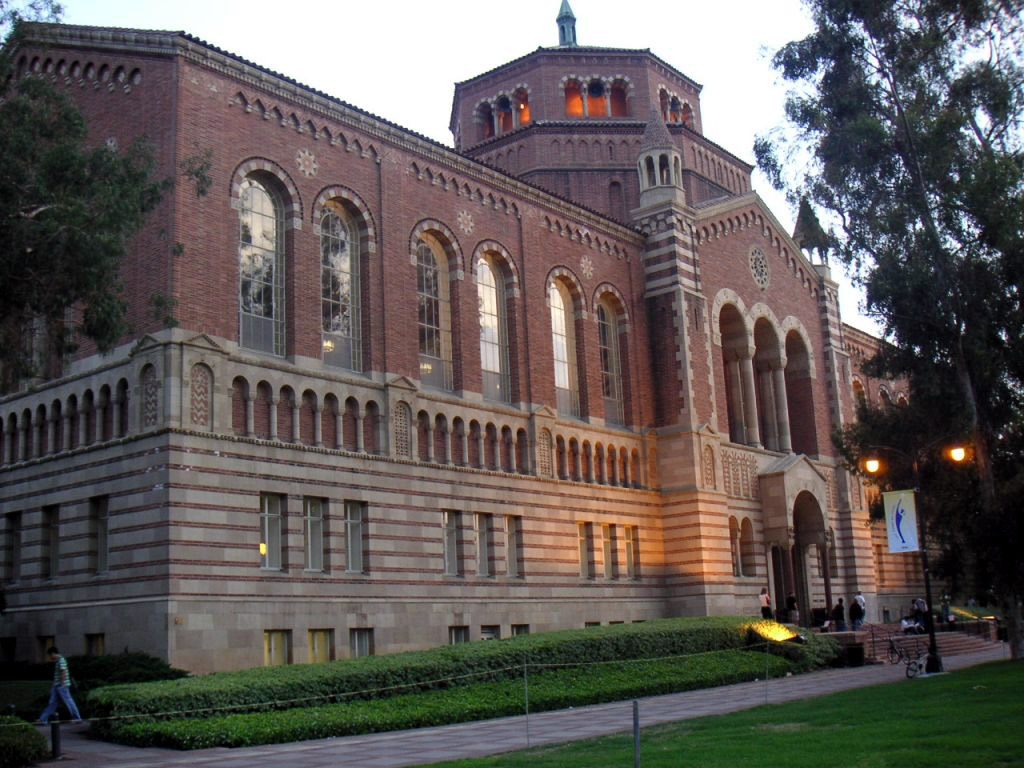
Façade de la bibliothèque Powell, de style hispanique, sur le campus d'UCLA. où Castaneda rencontre les premiers éditeurs.

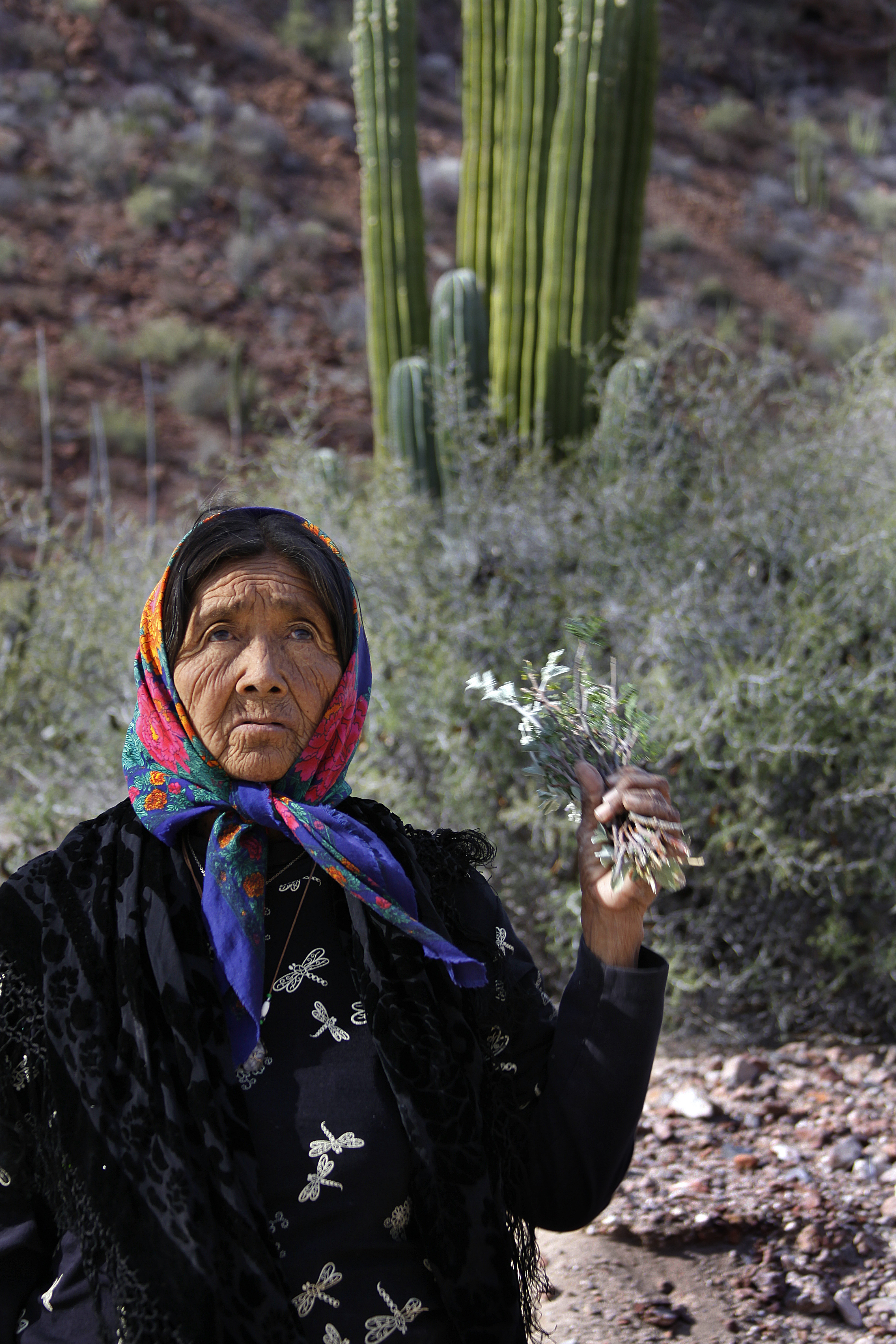
Doña Ramona, une chamane dans le désert mexicain de Sonora, lieu présenté comme celui de multiples rencontres de Castaneda et de son mentor don Juan Matus. La chamane tient à la main des herbes rituelles (plantes de pouvoir ou plantes psychoactives, que Castaneda désigne entre autres par l'expression « herbe du diable », dans un de ses ouvrages.

Carlos Castaneda aurait d'abord suivi des cours à l'Académie des beaux-arts de Lima avant de se tourner vers les arts plastiques. Il dit avoir passé la plus grande partie de sa jeunesse en Argentine avant de se rendre aux États-Unis pour y suivre des études d'anthropologie. Il indique également avoir été membre des Special Forces américaines, ce qu'aucun document n'a jamais corroboré.
D'après le Time, Castaneda aurait eu une fille naturelle avant son départ du Pérou.
Selon l'étude de Claudie Voisenat et Pierre Lagrange sur l'ésotérisme contemporain, Carlos Castaneda arrive aux États-Unis en 1951, étudie la psychologie jusqu'en 1959 au Los Angeles City College et s'intéresse à l'ethnobotanique et aux effets du peyotl. C'est en 1959 qu'il devient étudiant en anthropologie à l'Université de Californie à Los Angeles (UCLA). Son premier ouvrage, The Teachings of Don Juan. A Yaqui Way of Knowledge est d’abord accepté et publié par les presses de l’université, et rencontre un succès inattendu pour une publication académique à tel point que Michael Korda des éditions Simon & Schuster, publie en 1968 son mémoire dans une édition moins confidentielle. The Teachings of Don Juan. A Yaqui Way of Knowledge, raconte à la première personne la rencontre avec don Juan Matus en 1960, un sorcier yaqui dont il reçoit les apprentissages. L'ouvrage dans sa traduction en français est publié en 1972 sous le titre L'Herbe du diable et la petite fumée.
Ses ouvrages suivants - Voir et Voyage à Ixtlan - (publiés en français chez Gallimard dans la collection Témoins) sont écrits alors qu'il est encore étudiant en anthropologie. Ils sont présentés comme des carnets de recherches décrivant un apprentissage traditionnel avec un « homme de connaissance ». Il obtient son doctorat (Ph. D.) en anthropologie en 1973 sur la base de ces ouvrages qui seront plus tard controversés,.
En 1974, il publie son quatrième livre, Histoires de pouvoir, qui décrit la fin de son apprentissage sous la tutelle de don Juan Matus. Castaneda continue d'être un auteur à succès avec les publications suivantes qui développent d'autres aspects de l'enseignement de don Juan.
Il écrit que don Juan l'aurait reconnu comme étant le nouveau nagual ou leader du groupe des voyants de sa lignée. Don Juan utilise aussi le terme nagual pour nommer la part de la perception humaine appartenant au domaine de l'inconnu, qui reste cependant accessible aux êtres humains. Pour les voyants de ce groupe, don Juan aurait joué le rôle de lien avec cet inconnu. Castaneda fait souvent référence au domaine de l'inconnu sous le terme de « réalité non-ordinaire ».
Le terme nagual est utilisé en anthropologie pour désigner un chaman ou sorcier qui prétend être capable de se métamorphoser en animal ou prendre métaphoriquement une autre apparence grâce à des rituels magiques ou à la prise de plantes psychotropes.
Durant sa période de célébrité, Castaneda ne fait que de rares apparitions publiques. Il fait la couverture du Time le 5 mars 1973 : « Carlos Castaneda: Magic and Reality ». Une controverse est déclenchée lorsqu'il est révélé que la photo qu'il a donnée pour le magazine est celle de quelqu'un d'autre. Lorsque la journaliste Sandra Burton le confronte à propos des incohérences de son autobiographie, il répond : « Me demander mes données autobiographiques pour que vous vérifiiez ma vie... est comme si vous utilisiez la science pour valider la sorcellerie. Cela prive le monde de sa magie et nous rend semblables à des bornes kilométriques. » Comme beaucoup d’Indiens, Castaneda s’opposait à la photographie ou à l’enregistrement parce que, disait-il, « c’est une façon de figer quelqu’un dans le temps ».
La journaliste écrit : « Castaneda permet au lecteur d'expérimenter la pression des vents mystérieux, le frissonnement des feuilles au soleil couchant, l'attention particulière du chasseur aux sons et aux odeurs, la froideur implacable des indiens, le parfum cru de la Tequila et le goût fibreux du peyotl, la poussière sur la voiture et l'envol d'un corbeau. C'est un cadre superbement concret, dense, avec une signification animiste. Ce qui rend le récit très juste, compte tenu de l'extrême étrangeté des événements qui s'y déroulent. » À la suite de cette interview, Castaneda se retire complètement de la scène publique.
Parmi ses admirateurs : John Lennon, William S. Burroughs, Jim Morrison, George Lucas ou Federico Fellini qui en 1984 souhaite adapter L’Herbe du diable et la petite fumée au cinéma. Le film ne se fera pas, mais sera évoqué en 2011 dans l'hommage filmique Suenando con Tulum, omaggio a Federico Fellini.

### Tensegrity
«  Tenségrité (Castaneda) » redirige ici. Pour le concept scientifique, voir Tenségrité.
Castaneda réapparaît publiquement dans les années 1990 pour promouvoir la Tensegrity, la forme moderne de séries de mouvements. D'après lui, ces mouvements proviendraient d'une lignée de chamans toltèques longue de 25 générations. Le 16 juin 1995, l’organisation Cleargreen Inc. est créée. La déclaration d'intention annonce :
« Cleargreen est une organisation qui sponsorise et organise des ateliers et des séminaires de Tensegrity, ensuite elle est une maison d'édition. »
Lorsque Castaneda était encore en vie, Cleargreen a publié trois vidéos sur la Tensegrity. Castaneda lui-même n’apparaît pas sur les vidéos. Cleargreen continue à donner des ateliers en ligne et dans le monde. Elle forme et certifie aussi des enseignants.

### Incertitude sur la date de sa mort

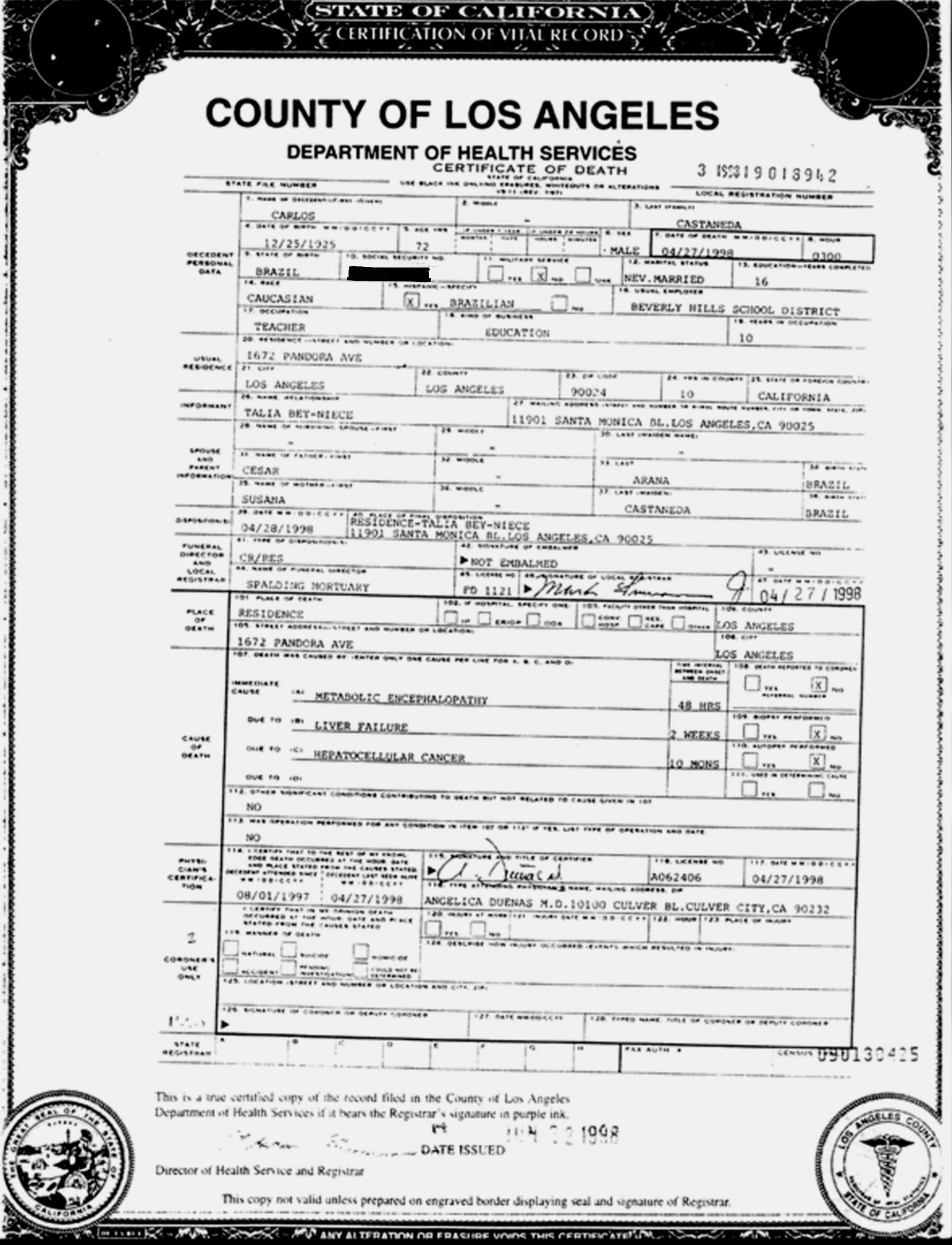
certificat de décès de Castaneda

Castaneda est mort le 27 avril 1998 des suites d'un cancer du foie mais l'annonce ne sera faite, pour des raisons inconnues, que deux mois plus tard, le 19 juin 1998. Ce retard serait dû à l'existence d'un fils qui aurait exigé le silence pour des raisons testamentaires.
Le corps a finalement été incinéré et les cendres dispersées au-dessus du haut désert mexicain, dans la plus grande discrétion.

### Après sa mort: les disparitions
Après la mort de Castaneda, plusieurs de ses disciples disparaissent : Florinda Donner-Grau, Taisha Abelar, Amalia Marquez et Kylie Lundahl, ainsi que, quelques semaines plus tard, Patricia Partin, sa fille adoptive, supposée être également sa maîtresse. En février 2006, des ossements trouvés dans le désert se sont révélés être ceux de Partin. Bien que non élucidées, ces disparitions pourraient être expliquées par le suicide, selon certains. Amy Wallace (fille d'Irving Wallace), proche du groupe de Castaneda rapporte une conversation qu'elle aurait entendue entre Partin et son père adoptif : « Si tu veux t'élever vers l'infini, prends ta petite voiture rouge, roule aussi vite que tu le peux dans le désert, et alors tu feras ton ascension ». Wallace conclut : « C'est précisément ce qu'elle a fait : elle a pris sa voiture, a conduit dans le désert mais n'a pas vécu « d'ascension », elle est sortie, a marché et est morte de déshydratation ! »,.

## Travaux

### Témoignages anthropologiques d'un Sud-américain en Amérique du Nord

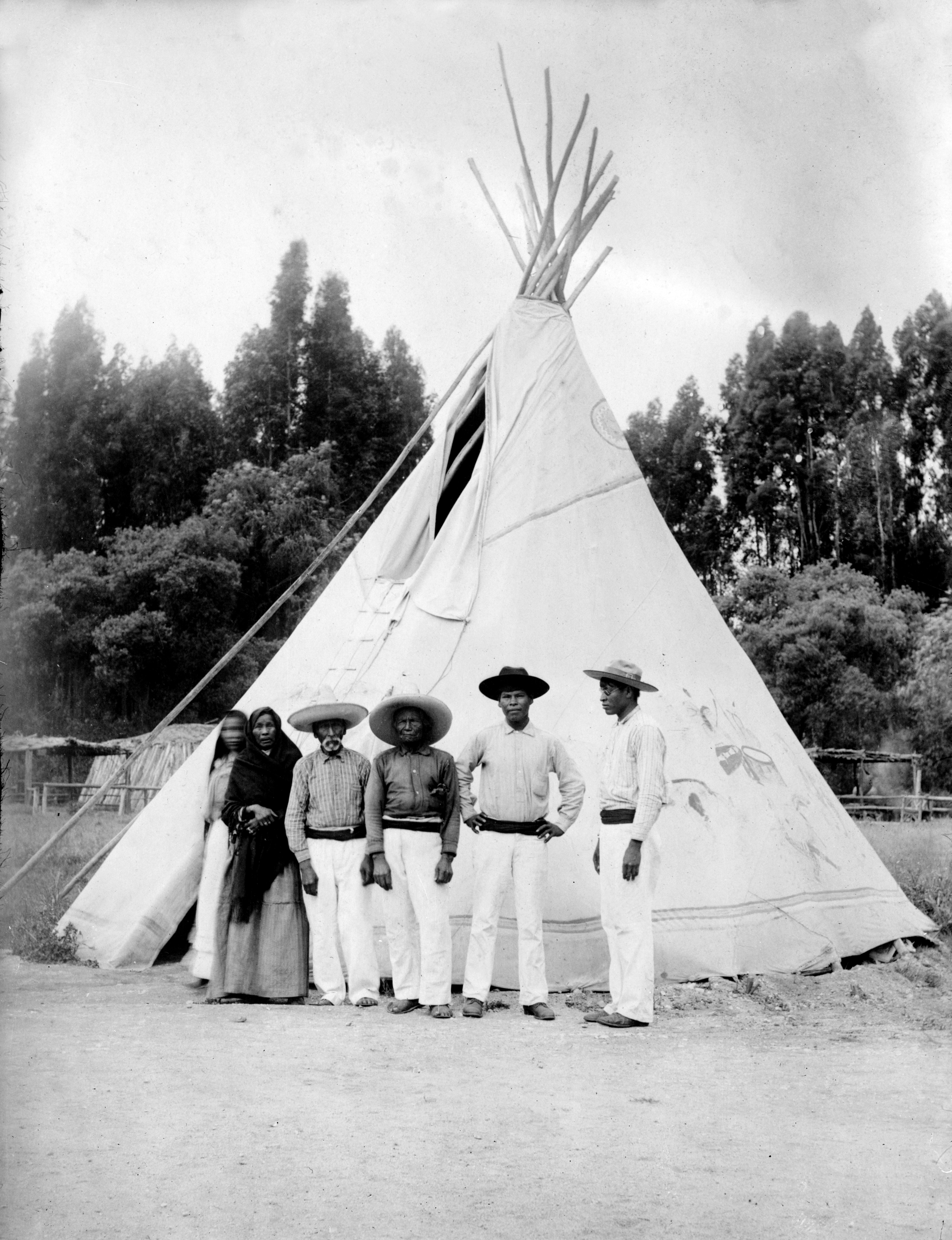
Des Yaqui, au début du XX.

Carlos Castaneda a écrit douze livres « autobiographiques » décrivant son expérience du chamanisme sud-amérindien sous la conduite d'un sorcier Yaqui du nord du Mexique qu'il appelle don Juan Matus (« don Juan » est décrit, dans un ouvrage tardif, comme rattaché à une tradition toltèque), l'imprécision à ce sujet viendrait de la volonté de Don Juan de masquer ses origines.
Ses ouvrages rapportent non seulement des éléments autobiographiques d'enquête, mais ont été longtemps considérés, et le sont encore par certains, comme de réelles études ethnologiques de l'enseignement chamanique de la tradition toltèque, telle qu'elle a été redéfinie par les naguals don Sebastian, don Santisteban, don Rosendo, don Lujan, don Elias Ulloa, don Julian Osorio et don Juan Matus.
À l'écoute de son maître, Carlos Castaneda prend note de la leçon initiatique d'une culture qu'il suppose être celle partagée par l'ensemble yaqui (il pondérera son propos dans la préface du Voyage à Ixtlan).
Ses ouvrages, qui ont connu un grand succès, apparurent comme une vulgarisation d'une certaine forme de la pensée chamanique.
L'anthropologue mexicain Guillermo Marín, distingue une progression en trois étapes ; les quatre premiers livres ou enseignements de don Juan constituent la première étape, ils ont un ordre chronologique précis, à la manière d'un reportage anthropologique. La plupart des événements sont datés et l'heure précisée. La deuxième étape à partir du Second anneau de pouvoir est plutôt constituée de dialogues d'approfondissement à propos des enseignements de don Juan, et enfin la troisième étape, à partir de La Force du silence affiche un changement important en ce qu'il proposerait un accès simple à la connaissance par la pratique de mouvements ou « passes magiques ».

### Les initiations

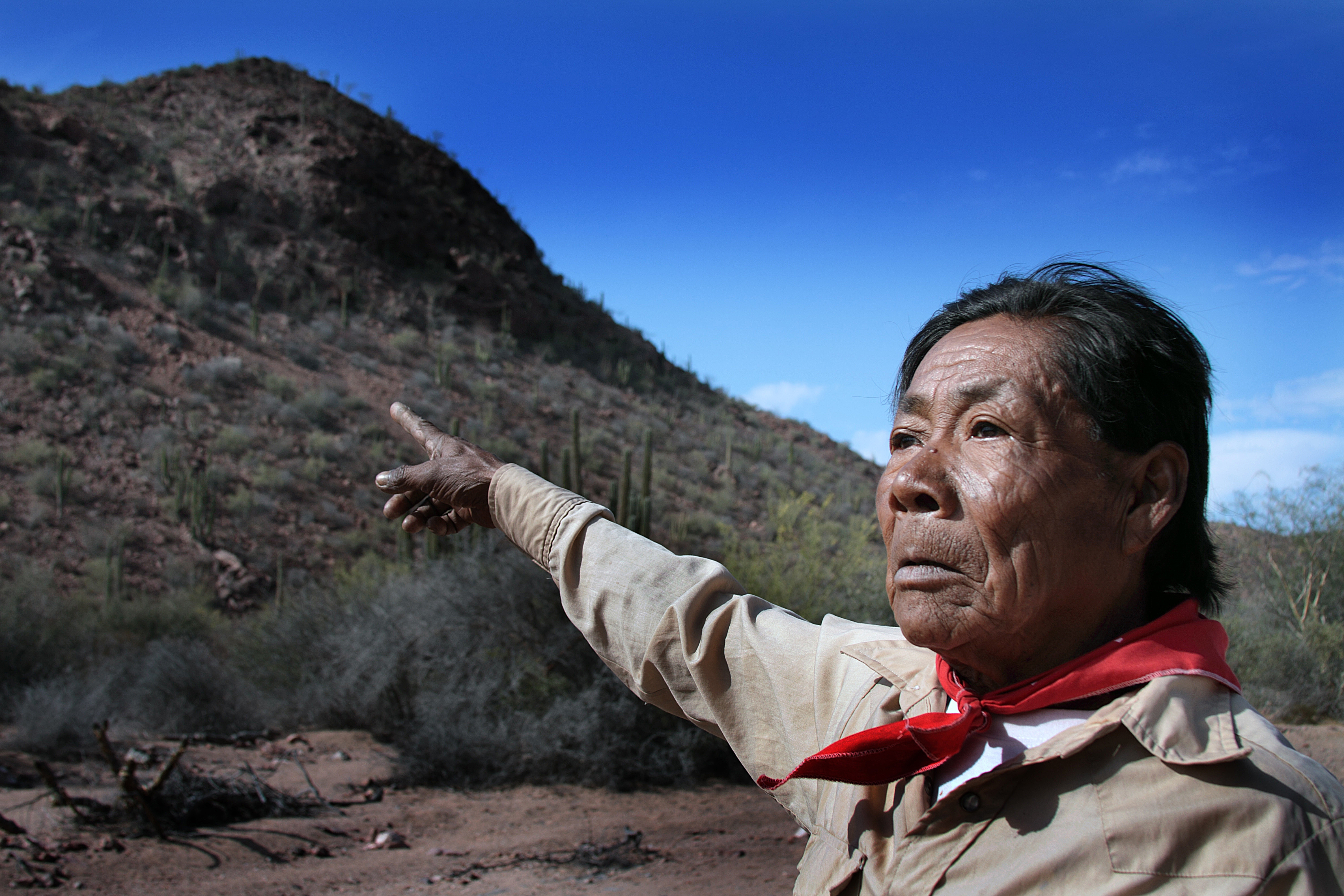
Un chaman mexicain de l'ethnie Seri.

Dans ses ouvrages, Carlos Castaneda fait le récit de son initiation, par don Juan Matus, au savoir des chamans du Mexique ancien. Pendant plus de dix ans, il aurait rendu de nombreuses visites au sorcier et à son clan, constitué de membres entièrement dédiés à la quête de la liberté absolue et de la possibilité de conserver intacte leur conscience dans l'au-delà. Carlos Castaneda décrit son immersion dans le monde de don Juan sur une longue période jusqu'à ce que don Juan et son clan décident de quitter ce monde, laissant derrière eux une nouvelle génération d'apprentis, à leur tour entièrement dédiés à la même quête. À la fin de son apprentissage, et conformément à une très antique tradition de consécration qui confirme la réussite des adeptes, Casteneda doit sauter dans un ravin, selon la trame de l'enseignement du « nagual » : « Si tu n'as pas réussi à assembler un autre monde avant d'arriver au fond, tu es mort. »
Dans le courant des années 1980, Carlos Castaneda et trois femmes, Florinda Donner-Grau (de son vrai nom : Regine Margarita Thal qui devient son épouse en 1993), Taisha Abelar (vrai nom : Maryann Simko) et Carol Tiggs (vrai nom : Kathleen Adair Pohlman, également mariée à Las Vegas à Castaneda trois jours après Florinda), toutes trois appelées « les sorcières de Castaneda », prétendument apprenties de don Juan Matus, décident de diffuser les Passes magiques. Selon Carlos Castaneda, ces « passes » sont la modernisation de « mouvements » découverts et développés par les chamanes du Mexique ancien durant des milliers d'années. Ces mouvements furent regroupés par Carlos Castaneda sous le terme « tenségrité », issu de la combinaison des mots tension et intégrité (expression peut-être empruntée à Buckminster Fuller).
Aujourd'hui la société Cleargreen Incorporated, fondée par Carlos Castaneda, est chargée d'enseigner la tenségrité.

### Usage d'enthéogènes

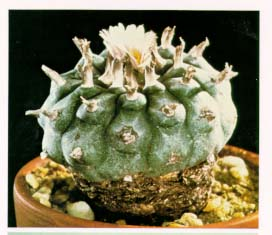
Peyotl utilisé pour ses propriétés psychotropes.

Dans les années 1970, l'œuvre de Castaneda est considérée par certains comme appartenant au mouvement New Age, de plusieurs points de vue, mais aussi par l’usage de substances enthéogènes, comme évoqué plus tôt par Antonin Artaud dans Le Rite du Peyotl chez les Tarahumanas ou à la manière d’Aldous Huxley dans Les Portes de la perception, de Timothy Leary ou encore de l'universitaire Huston Smith. Dans la préface du Voyage à Ixtlan, Castaneda présente toutefois l'usage des psychotropes comme facultatif et, dans Histoires de pouvoir, don Juan minimise encore plus leur rôle.

## Accueil critique

### Rapport d'ethnologue ou fiction
Castaneda a été considéré par beaucoup comme un écrivain convaincant, et ses premiers livres ont reçu des critiques extrêmement positives. Le Times les qualifia de « merveilleusement lucides » et remarqua un « pouvoir narratif sans égal dans d'autres études anthropologiques ». Ils ont été largement acceptés comme factuels, ce qui a contribué à leur succès.
Le statut des livres en tant qu’études anthropologiques sérieuses est resté quasiment incontesté pendant cinq ans et des comptes rendus ont été publiés par Edmund Leach dans le journal américain d'anthropologie. Le scepticisme a commencé en 1972 après la lettre envoyée au New York Times par Joyce Carol Oates, dans laquelle elle exprime son étonnement qu’un critique ait accepté les livres de Castaneda comme non-fiction. L'année suivante, le Times publia un article de couverture révélant que Castaneda avait beaucoup menti sur son passé.
Au cours de la décennie suivante, plusieurs chercheurs, notamment Richard De Mille, ont travaillé sans relâche pour démontrer que le travail de Castaneda était une imposture et que l'œuvre, supposée être un rapport d'enquête ethnographique et présentée comme tel, ne serait qu'un roman poétique.
L'acteur, poète et réalisateur chilien Alejandro Jodorowsky exprime son point de vue de cette façon : « Il y a trois possibilités d'interpréter son travail : soit il mentait et par conséquent il était un génie, ou bien il disait la vérité et le monde est merveilleux, ou bien il croyait ce qu'il écrivait et il était fou. ».
Certains anthropologues ont été en désaccord sur certains points : J.T. Fikes, auteur de Carlos Castaneda, Academic Opportunism and the Psychedelic Sixties, estime que Castaneda a eu des contacts avec des Amérindiens et que le personnage de don Juan est probablement un composite de plusieurs sages. Mais il condamne Castaneda pour l’effet que ses récits ont eu par ricochet sur les peuples autochtones. Après la publication de ses premiers ouvrages, des milliers de pèlerins sont descendus sur le territoire des Yaquis. Quand ils ont découvert que les Yaquis n'utilisaient pas de peyotl, mais que les Huichols le faisaient, ils se sont dirigés vers le territoire des Huichols, dans le sud du Mexique, où, selon Fikes, ils ont provoqué de graves perturbations. Fikes raconte avec indignation l'histoire d'un ancien Huichol assassiné par un « gringo » ivre.
Selon William W. Kelly, directeur du département d'anthropologie de Yale : « Je doute que vous trouviez un anthropologue de ma génération qui pense que Castaneda est autre chose qu'un imposteur rusé. C'était un canular, et don Juan n'a certainement jamais existé tel qu'il est décrit dans les livres. Pour beaucoup, ce n'est sans doute que l'occasion d'une note de bas de page sur la naïveté des universitaires de l'époque, mais pour moi c'est surtout une impardonnable et gênante violation de l'éthique de notre profession ».
David Silverman, dans Reading Castaneda : A Prologue to the Social Sciences, lit l'œuvre de Castaneda, en dépit de son apparente déception, comme une critique du travail sur le terrain de l'anthropologie en général, un domaine qui s'appuie fortement sur l'expérience personnelle et qui considère nécessairement les autres cultures à travers un prisme. Selon Silverman, non seulement les descriptions des voyages, mais également la nature fictive de l'œuvre, sont censées mettre en doute d'autres œuvres de l'anthropologie.
Quant à Donald Wiebe, il cite Castaneda à propos des expériences mystiques, pour illustrer le problème de transmission d'initié à non initié, tout en reconnaissant la nature fictive du travail de Castaneda.
Octavio Paz, à propos de Castaneda dans la Dimension esthétique de l'essai, citant Bertrand Russell : « la classe criminel est comprise dans la classe homme » ajoute que « la classe anthropologue n’est pas incluse dans la classe poète » indiquant que « la fiction littéraire est déjà un document ethnographique ».

### La question de l'existence de Don Juan Matus
Malgré les recherches, l’homme reste introuvable, certains expliquant cet échec par le fait que, conformément à la tradition des sorciers, don Juan n'a pas dévoilé son vrai nom. Casteneda insiste sur le fait que Don Juan et ce qu'il décrit nous est étrange et pourtant réel. Si les critiques ont toujours mis en doute l'existence de Don Juan, les textes de Castaneda ont pourtant été décrits comme des chefs-d'œuvre.
D’autres ont dit que ses livres, qu'ils soient réels ou non, constituent une fenêtre sur les courants spirituels des années 60 et font partie d’une longue tradition de quêtes intellectuelles et spirituelles. Sam Keen dans Psychology Today indique que « La question la plus importante que nous puissions poser n'est pas : Juan Matus peut-il être localisé en 1977 à Sonora, au Mexique ? Mais plutôt : Qu'est-ce que Don Juan nous dit à propos de nous-mêmes, à propos des millions de personnes dans ce pays et à l'étranger, qui ont lu ses mots dans 11 langues différentes ? En tant que héros archétypique, Don Juan peut nous révéler quelque chose sur les contours de l'inconscient collectif et sur les aspirations de notre temps. ».
Les admirateurs de Castaneda disent que ce questionnement est périphérique aux vrais sujets que Castaneda a explorés dans ses livres.

### Inventions ou plagiats et incohérences
Richard De Mille (en), journaliste et psychologue, élevé par son oncle Cecil B. DeMille, auteur cinématographique d'épopées bibliques, est le principal critique démystificateur de Castaneda : il tente de démontrer que de nombreux passages des récits de Carlos Castaneda sont des inventions ou des plagiats de travaux d'étudiants de l'UCLA — tels que son amie Barbara Myerhoff — ou d'anthropologues comme Mircea Eliade.

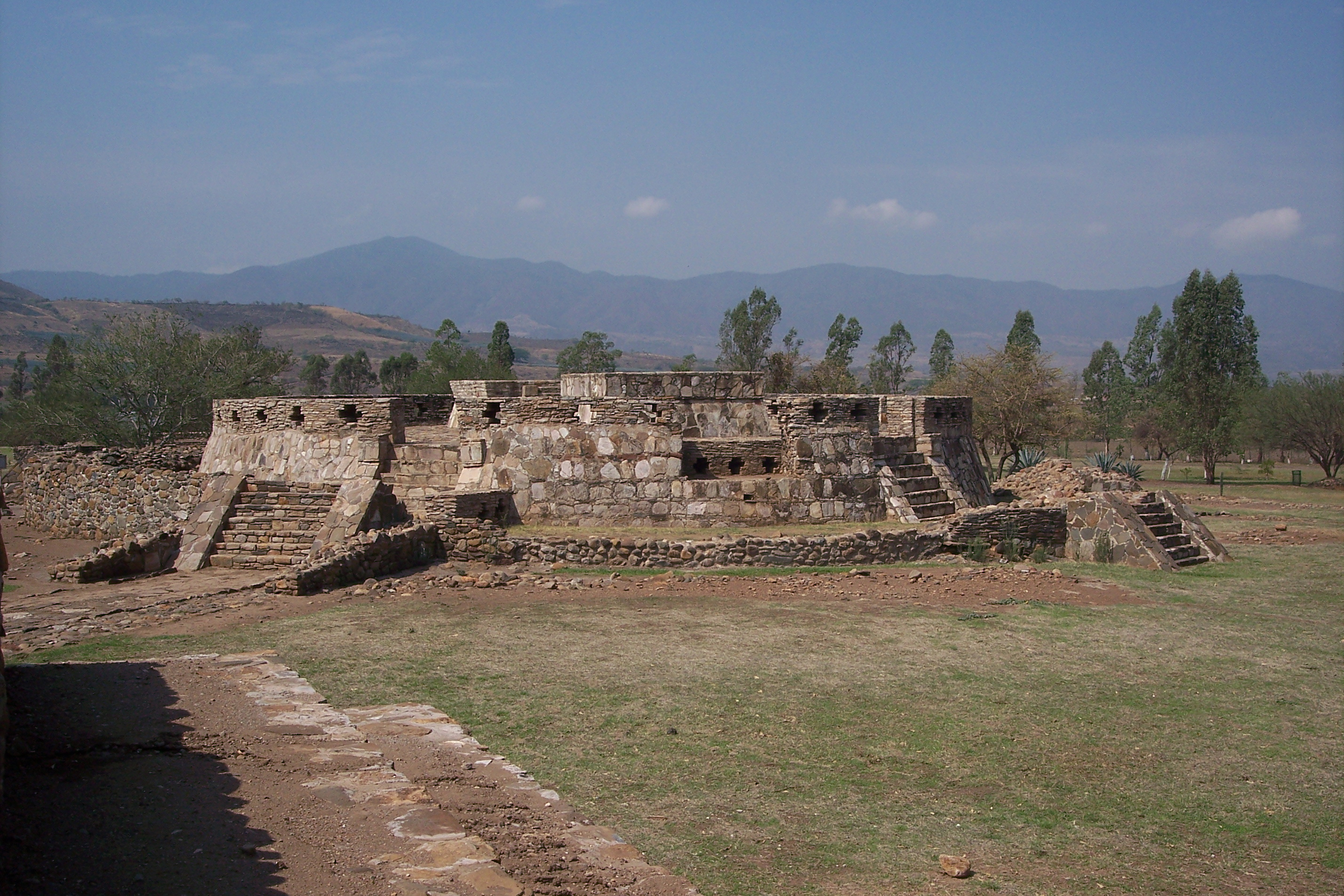
Un temple circulaire sur le site archéologique de Ixtlán del Rio..

Dans Castaneda's Journey, DeMille fait ainsi apparaître de nombreuses incohérences chronologiques dans l'œuvre de Castaneda. Cependant, le travail de De Mille est lui-même sujet à critique : en 2008 est publié A Critical Look At Castaneda's Critics par Anton Koote de l'Université de Floride et en 2012 une autre étude de James L. Desper, Jr., intitulée : Castaneda - Debunking De Mille.

### Mérites
L'ethnologue Michel Perrin, directeur de recherche au CNRS et spécialiste des sociétés sans écriture, note que « plusieurs raisons justifient qu'un ethnologue évoque l'œuvre de Carlos Castaneda, […] Ses livres nous interrogent sur la technique dite d'observation participante et sur les rapports de l'ethnologie à l’écriture. ».
Dans Fantasies of the Master Race : Literature, Cinema, and the Colonization of American Indians, ouvrage paru en 1998, Ward Churchill indique que l'œuvre de Castaneda, inoffensive, est désormais classée dans l'univers universitaire américain sous l'étiquette littérature postcolonialiste.
Jean-Baptiste Marongiu indique en 1998 que « Contre le rationalisme occidental et son emprise rapace sur la nature, l'entreprise de Castaneda a, pour ses thuriféraires, le mérite insigne de valoriser d'autres savoirs et d'autres techniques de rapport au monde » et que « l’écriture de Castaneda, aura fourni un refuge à une histoire saccagée, et assuré la transmission [d’une]  mémoire menacée. ».

## Publications

### Œuvres de Castaneda
| Titre anglais                                                          | Titre français                                                                                             | Date de parution | ISBN                                 |
| ---------------------------------------------------------------------- | --- | ---------------- | ------------------------------------ |
| The teachings of Don Juan : A Yaqui Way of Knowledge                   | L'Herbe du diable et la Petite Fumée : une voie yaqui de la connaissance , [présentation en ligne].        | 1968             | (ISBN 2-264-00725-7), (BNF 35189647) |
| A Separate Reality : further conversations with don Juan               | Voir : les enseignements d'un sorcier yaqui, [présentation en ligne]                                       | 1971             | (ISBN 2-07-032310-2), (BNF 35302933) |
| Journey to Ixtlan : The Lessons of Don Juan                            | Le Voyage à Ixtlan : les leçons de Don Juan, [présentation en ligne]                                       | 1972             | (ISBN 2-07-032491-5), (BNF 35302939) |
| Tales of Power                                                         | Histoires de pouvoir, [présentation en ligne]                                                              | 1974             | (ISBN 2-07-032803-1), (BNF 34550800) |
| The Second Ring of Power, (en)[présentation en ligne]                  | Le Second Anneau de pouvoir                                                                                | 1977             | (ISBN 2-07-032915-1), (BNF 34618581) |
| The Eagle's Gift, (en)[présentation en ligne]                          | Le Don de l'Aigle                                                                                          | 1981             | (ISBN 2-07-040277-0), (BNF 34686444) |
| The Fire from Within                                                   | Le Feu du dedans, [présentation en ligne]                                                                  | 1984             | (ISBN 2-07-040509-5), (BNF 34834835) |
| The Power of Silence : Further Lessons of Don Juan'                    | La Force du silence : nouvelles leçons de Don Juan, [présentation en ligne]                                | 1987             | (ISBN 2-07-071459-4), (BNF 34988928) |
| The Art of Dreaming                                                    | L'Art de rêver : les quatre portes de la perception de l'univers, [présentation en ligne]                  | 1993             | (ISBN 2-266-06632-3), (BNF 35715604) |
| Magical Passes : The Practical Wisdom of the Shamans of Ancient Mexico | Passes magiques : les pratiques traditionnelles des shamans de l'ancien Mexique, [présentation en ligne]   | 1998             | (ISBN 2-268-03054-7), (BNF 37028717) |
| The Wheel of Time, (en)[présentation en ligne]                         | La Roue du temps : les chamans du Mexique ancien, leurs pensées sur la vie, la mort, l'univers, (posthume) | 1999             | (ISBN 2-268-03278-7), (BNF 37046576) |
| The Active Side of Infinity, (en)[présentation en ligne]               | Le Voyage définitif, (posthume)                                                                            | 2000             | (ISBN 2-268-03463-1), (BNF 37098395) |

### Œuvres connexes à celles de Castaneda
- Florinda Donner-Grau, Le rêve de la sorcière
- Florinda Donner-Grau (trad. de l'anglais, préf. Carlos Castaneda), Les portes du rêve, Monaco, Éditions du Rocher, 1995, 299 p. (ISBN 2-268-02135-1, présentation en ligne)
- Taisha Abelar (trad. de l'anglais), Le passage des sorciers : voyage initiatique d'une femme vers l'autre réalité, Paris, Éditions du Seuil, 1998, 318 p. (ISBN 2-02-021948-4, présentation en ligne)
- (en) Amy Wallace, Sorcerer's Apprentice : My Life with Carlos Castaneda, North Atlantic Books, 2013, 448 p. (ISBN 978-1-58394-809-5, présentation en ligne)

## Dans la culture
- Dans l'épisode 11 (Excelsis Dei) de la saison 2 d'X-Files, Scully rétorque à Mulder qu'il a trop lu de Carlos Castaneda quand celui-ci évoque les pouvoirs magiques des champignons utilisés par certains shamans.